# بوري سانت إدموندز
بوري سانت ادموندز (بالإنجليزية:Bury St Edmunds)، هي بلدة التسوق التاريخية وأبرشية المدينة في سوفولك البريطانية، تبلغ عدد سكانها نحو 40,664 نسمة.

## المناخ
يظهر الجدول التالي التغييرات المناخية على مدار السنة لبوري سانت ادموندز:
| البيانات المناخية لـبوري سانت ادموندز | البيانات المناخية لـبوري سانت ادموندز | البيانات المناخية لـبوري سانت ادموندز | البيانات المناخية لـبوري سانت ادموندز | البيانات المناخية لـبوري سانت ادموندز | البيانات المناخية لـبوري سانت ادموندز | البيانات المناخية لـبوري سانت ادموندز | البيانات المناخية لـبوري سانت ادموندز | البيانات المناخية لـبوري سانت ادموندز | البيانات المناخية لـبوري سانت ادموندز | البيانات المناخية لـبوري سانت ادموندز | البيانات المناخية لـبوري سانت ادموندز | البيانات المناخية لـبوري سانت ادموندز | البيانات المناخية لـبوري سانت ادموندز |
| الشهر                                 | يناير                                 | فبراير                                | مارس                                  | أبريل                                 | مايو                                  | يونيو                                 | يوليو                                 | أغسطس                                 | سبتمبر                                | أكتوبر                                | نوفمبر                                | ديسمبر                                | المعدل السنوي                         |
| ------------------------------------- | ------------------------------------- | ------------------------------------- | ------------------------------------- | ------------------------------------- | ------------------------------------- | ------------------------------------- | ------------------------------------- | ------------------------------------- | ------------------------------------- | ------------------------------------- | ------------------------------------- | ------------------------------------- | ------------------------------------- |
| متوسط درجة الحرارة الكبرى °م (°ف)     | 6.6 (43.9)                            | 7.0 (44.6)                            | 9.8 (49.6)                            | 12.2 (54.0)                           | 16.2 (61.2)                           | 19.1 (66.4)                           | 21.8 (71.2)                           | 21.9 (71.4)                           | 18.6 (65.5)                           | 14.3 (57.7)                           | 9.7 (49.5)                            | 7.4 (45.3)                            | 13.3 (55.9)                           |
| متوسط درجة الحرارة الصغرى °م (°ف)     | 1.0 (33.8)                            | 0.9 (33.6)                            | 2.5 (36.5)                            | 3.8 (38.8)                            | 6.8 (44.2)                            | 9.7 (49.5)                            | 11.9 (53.4)                           | 11.9 (53.4)                           | 10.0 (50.0)                           | 7.0 (44.6)                            | 3.5 (38.3)                            | 2.1 (35.8)                            | 5.6 (42.1)                            |
| الهطول مم (إنش)                       | 53.7 (2.11)                           | 30.1 (1.19)                           | 49.9 (1.96)                           | 47.6 (1.87)                           | 46.2 (1.82)                           | 54.7 (2.15)                           | 43.4 (1.71)                           | 49.1 (1.93)                           | 41.2 (1.62)                           | 65.6 (2.58)                           | 47.2 (1.86)                           | 49.6 (1.95)                           | 578.3 (22.77)                         |
| المصدر #1: YR.NO                      |                                       |                                       |                                       |                                       |                                       |                                       |                                       |                                       |                                       |                                       |                                       |                                       |                                       |
| المصدر #2: WorldClimate               |                                       |                                       |                                       |                                       |                                       |                                       |                                       |                                       |                                       |                                       |                                       |                                       |                                       |

## توأمة
لبوري سانت ادموندز اتفاقيات توأمة مع:
- كومبيين

## أعلام
- ألان روفوس
- جو لويس
- روبرت فيتزروي
- بوب هوسكينز
- همفري لانكاستر
- جاك روبرتسون
- أوستين تريفور
- دونكان كايل
- ميخائيل مارتن
- ويدا
- بيتر هال